# Trahison (roman de Zahn)
Pour l’article homonyme, voir Trahison.
Trahison (titre original : Treason) est un roman de science-fiction de Timothy Zahn s'inscrivant dans l'univers étendu de Star Wars. Publié aux États-Unis par Del Rey Books en 2019, puis traduit en français et publié par les éditions Pocket en 2020,, il est le troisième et dernier roman de la série Thrawn. Il se déroule un an avant la bataille de Yavin.

## Résumé
Le grand amiral Thrawn combat la cellule rebelle à Lothal lorsque le grand moff Tarkin le rappelle. Il doit défendre face à l'Empereur Palpatine son projet de TIE Defenders, en opposition à l'Étoile de la mort d'Orson Krennic. Thrawn accepte à l'issue de cet entretien de se charger des grallocs qui ralentissent la construction de l'Étoile de la mort. S'il réussit, il conserve les fonds réservés au projet TIE Defenders. S'il échoue, son projet est annulé au profit d'une accélération de la construction de l'Étoile de la mort de Krennic. Thrawn doit alors aussi prouver son importance pour l'Empire galactique, face à l'arme de son rival Krennic, capable d'annihiler toute une planète instantanément. 
Le Chimaera de Thrawn rencontre au cours de sa mission le Steadfast, un croiseur de l'Ascendance chiss. Les deux s'allient alors contre les grysks, trouvés à l'intérieur de l'Empire galactique. Thrawn découvre ensuite que le grand amiral Savit est derrière un détournement du matériel destiné à l'Étoile de la mort. S'ensuit une confrontation entre les flottes respectives des deux grands amiraux. Après la défaite de Savit, Thrawn part aider le Steadfast face à d'autres grysks.
Savit est arrêté et perd son titre de grand amiral. En parallèle, Thrawn propose que Dark Vador se charge de la sécurité de l'Étoile de la mort. Ainsi, le Sith pouvant ressentir par le biais de la Force que Ronan s'oppose à l'Empereur dans ses pensées, Ronan se voit contraint de rejoindre l'Ascendance chiss et de fuir l'Empire galactique avant d'être repéré. De son côté, Faro est promue à la tête de sa propre flotte.

## Personnages
- Thrawn : Chiss, grand amiral de l'Empire galactique, partisan du projet TIE Defenders[7]
- Karyn Faro : Commodore de la flotte du grand amiral Thrawn[4]
- Balanhai Savit : Grand amiral de l'Empire galactique, dirigeant du Destroyer stellaire Firedrake[4]
- Tarkin : Grand moff de l'Empire galactique[7]
- Orson Krennic : Directeur du projet de l'Étoile de la mort[7]
- Brierly Ronan : directeur-adjoint d'Orson Krennic[4]
- Eli Vanto : Ancien commandant au sein de l'Empire galactique, désormais lieutenant dans l'Ascendance chiss[7]
- Ar'alani : Amirale de la flotte de l'Ascendance chiss[7]
- Vah'nya : Navigatrice chiss sensible à la Force, à bord du Steadfast[4]
- Un'hee : Navigatrice chiss sensible à la Force, capturée par les grysks[7]
- Dayja : Agente du BSI, envoyée par Yularen sauver Eli Vanto et Brierly Ronan[7]
- Haveland : Moff de l'Empire galactique[7]

## Thrawn
1. Thrawn (Thrawn) - 12 av. BY.
2. Alliances (Alliances) - 2 av. BY.
3. Trahison (Treason) - 1 av. BY.

## Promotion
Trahison est sorti à la suite de plusieurs livres sur le personnage de Thrawn, tous rédigés par Timothy Zahn, et tous critiqués très positivement. L'écriture de ce roman est annoncée le 5 décembre 2018, en conclusion à la trilogie Thrawn et à Star Wars Rebels. Un résumé est dans le même temps fourni par le site officiel de Star Wars.

## Accueil
Le roman Trahison est apprécié notamment pour les divers liens faits avec la série Rebels. En effet, l'intrigue se déroule entre des épisodes de la quatrième et dernière saison de la série. Le roman est aussi vu comme probable développement d'une nouvelle grande menace, l'espèce grysk. Enfin, un dernier élément souligné de Trahison est le fait qu'il ne répond pas aux deux questions que se posaient les lecteurs avant sa lecture : celle de la loyauté du personnage principal Thrawn et celle du destin de ce même personnage après Rebels.
Trahison est alors considéré comme le meilleur roman de l'univers officiel de Star Wars traitant du personnage de Thrawn à sa sortie, au-dessus d'Alliances,  qui lui-même surpasse dans les critiques le premier Thrawn de l'univers officiel,. En outre, cette conclusion à la trilogie Thrawn  de l'univers officiel présente le personnage de Thrawn comme plus complexe que montré précédemment. 
Même lorsqu'il est placé en dessous d'Alliances, Trahison est salué pour des ajouts par rapport aux deux premiers romans de la trilogie comme l'aspect politique et pour sa capacité à enrichir l'univers étendu tout en se bornant aux limites imposées par l'incrustation dans la série Rebels.

## Analyse
Contrairement à ce que certains fans prévoyaient, Trahison ne se limite pas à mettre en scène une trahison de Thrawn contre l'Ascendance chiss ou l'Empire galactique. En effet, le roman met habilement en scène plusieurs trahisons simultanées. D'abord, le grand amiral impérial Savit détourne des pièces destinées à l'Étoile de la mort, en supposant qu'elles ne devaient pas être utilisées de cette manière mais plus intelligemment. Ensuite, Eli Vanto a précédemment apparemment trahi l'Empire galactique en rejoignant l'Ascendance chiss, ce que dans ce roman Ronan fait aussi. Thrawn trahit obligatoirement ou l'Ascendance chiss ou l'Empire galactique. En effet, s'il travaille pour la puissance militaire de l'Empire pendant plusieurs années sans aider l'Ascendance, il trahit les chisss. S'il envoie Eli Vanto et Ronan, et fournit par conséquent à l'Ascendance des individus qui connaissent des secrets de l'Empire, il trahit l'Empereur. Le cas de Thrawn reste finalement flou, mais il trahit forcément. Le roman montre alors que la trahison est parfois inévitable.
En outre, le roman Trahison, contrairement aux deux premiers livres de la trilogie, explore plus particulièrement les personnages. Il tourne notamment autour de la relation entre Thrawn et son ancien protégé, Eli Vanto, qui se retrouvent. Ce roman permet aussi une approche plus approfondie du personnage de Thrawn.